# 聖羅薩區 (埃爾多拉多省)
6°44′47″S 76°37′29″W / 6.7463°S 76.6246°W
聖羅薩區（西班牙語：Distrito de Santa Rosa），是秘魯的一個區，位於該國中北部聖馬丁大區的埃爾多拉多省，始建於1962年4月6日，面積243.4平方公里，海拔高度280米，2005年人口5,606，人口密度每平方公里23人。